# Seiffen/Erzgeb.
Seiffen/Erzgeb., Seiffen/Erzgebirge – gmina w Niemczech, w kraju związkowym Saksonia, w okręgu administracyjnym Chemnitz, w powiecie Erzgebirgskreis, siedziba wspólnoty administracyjnej Seiffen/Erzgeb.

## Współpraca
Miejscowości partnerskie:
- Bruck in der Oberpfalz, Bawaria
- Hilchenbach, Nadrenia Północna-Westfalia
- Ober-Olm, Nadrenia-Palatynat